# Протести за відміну квот у Бангладеш
Студентські протести в Бангладеш почалися на початку липня 2024 року у відповідь на рішення вищого суду щодо бронювання 30% робочих місць на державних посадах для нащадків ветеранів війни за незалежність Бангладеш. Через заворушення загинуло щонайменше 105 осіб.

## Хід подій
5 червня Верховний суд відновив робочу квоту, згідно з якою 30% посад державних службовців зарезервовано для дітей та онуків ветеранів війни за свободу Бангладеш.
Шість університетів провели мирні протести проти постанови цієї квоти.
7 липня студенти влаштували масову блокаду, вимагаючи скасування квоти.
10 липня студенти Університету Дакки зібралися перед центральною бібліотекою та влаштували блокаду з вимогою ветувати рішення суду. Співробітники правопорядку влаштували перед мітингувальниками барикади. У другій половині дня стало відомо, що статус-кво було надано на чотири тижні згідно з рішенням Верховного суду про скасування системи квот. Транспортна система Дакки зупинилася через блокаду в різних частинах міста. Через ажіотаж також зупинили міжміські автобуси.
3 серпня Шейх Хасіна пішла у відставку.

## Галерея

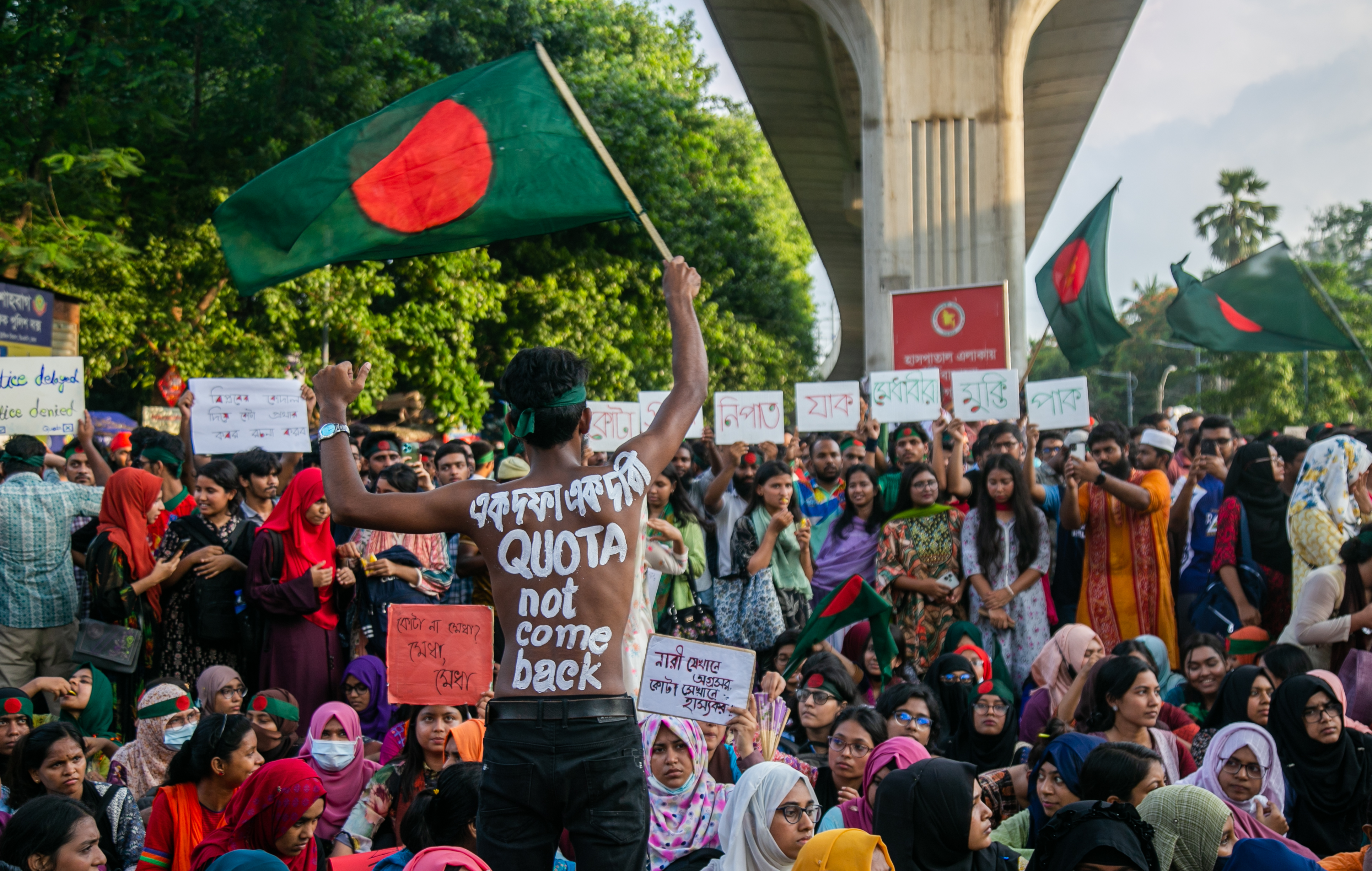
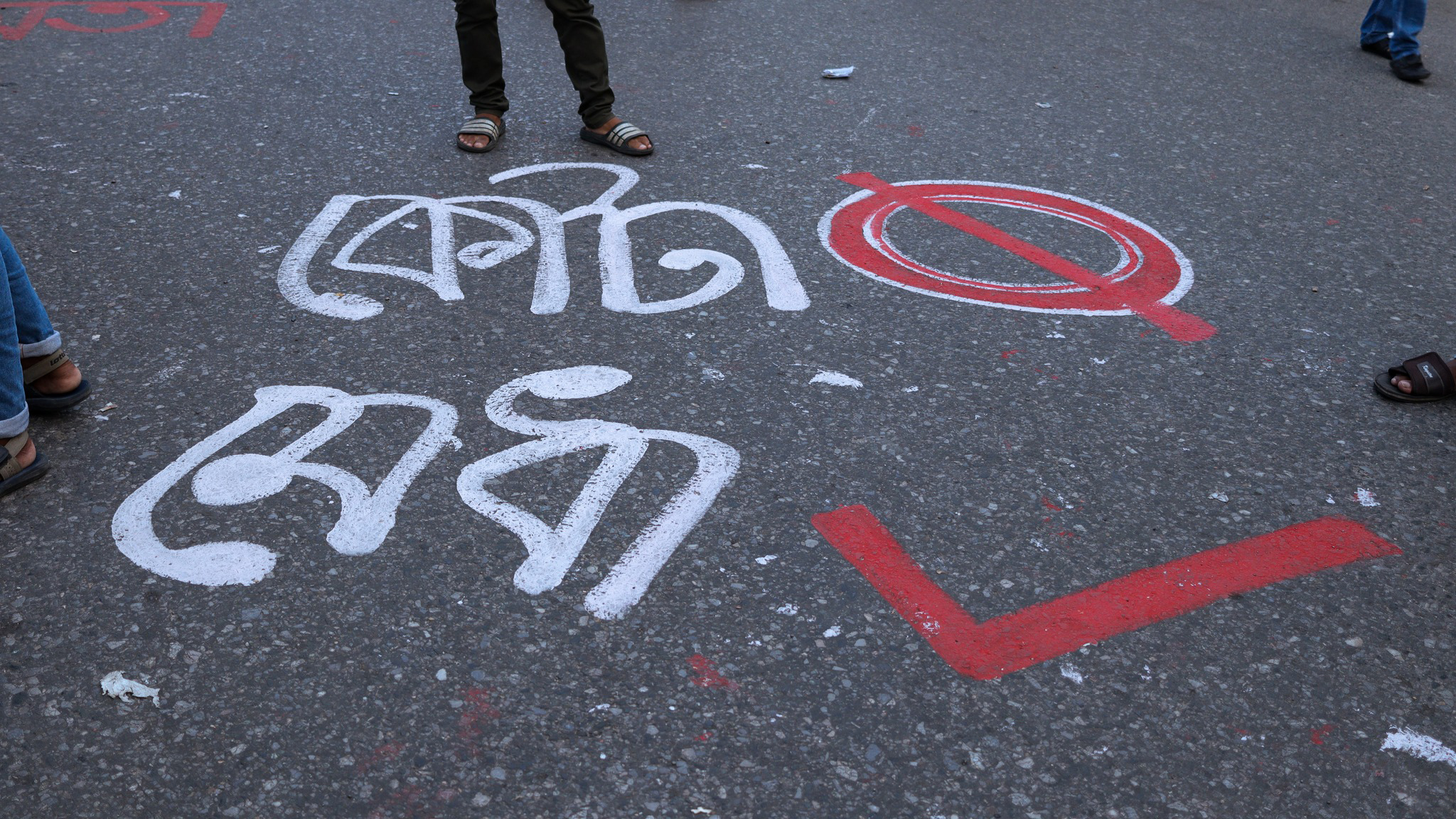
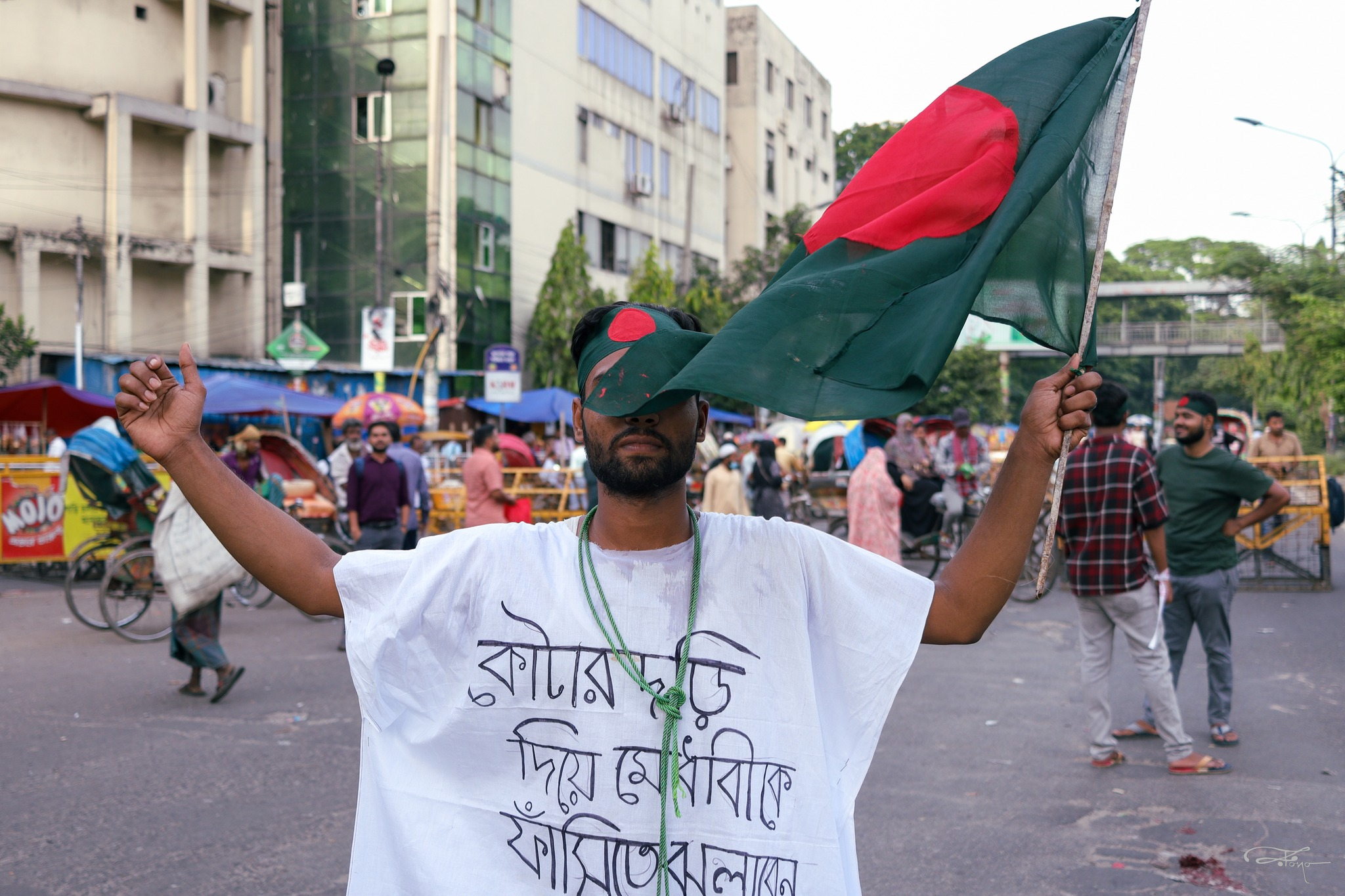
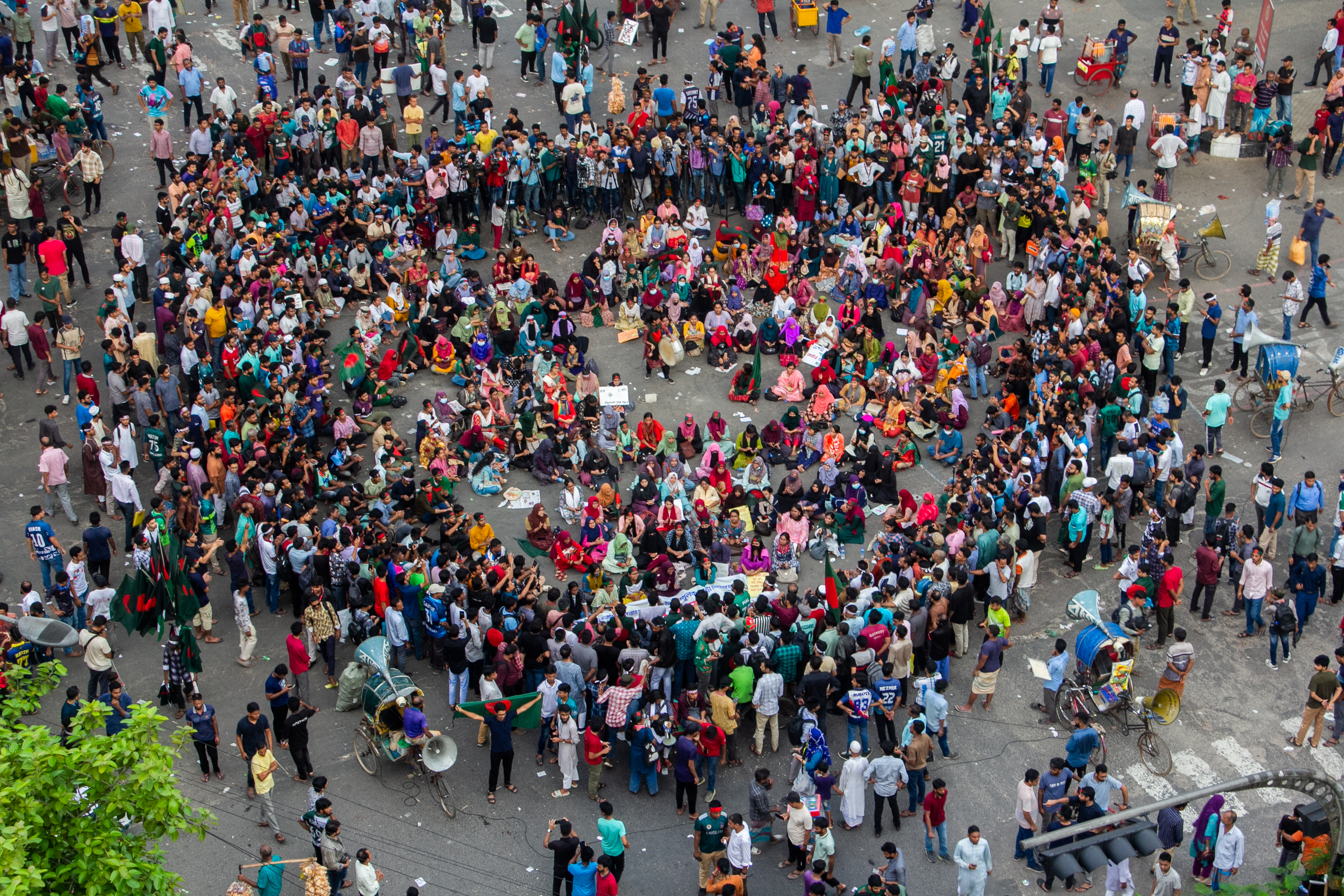
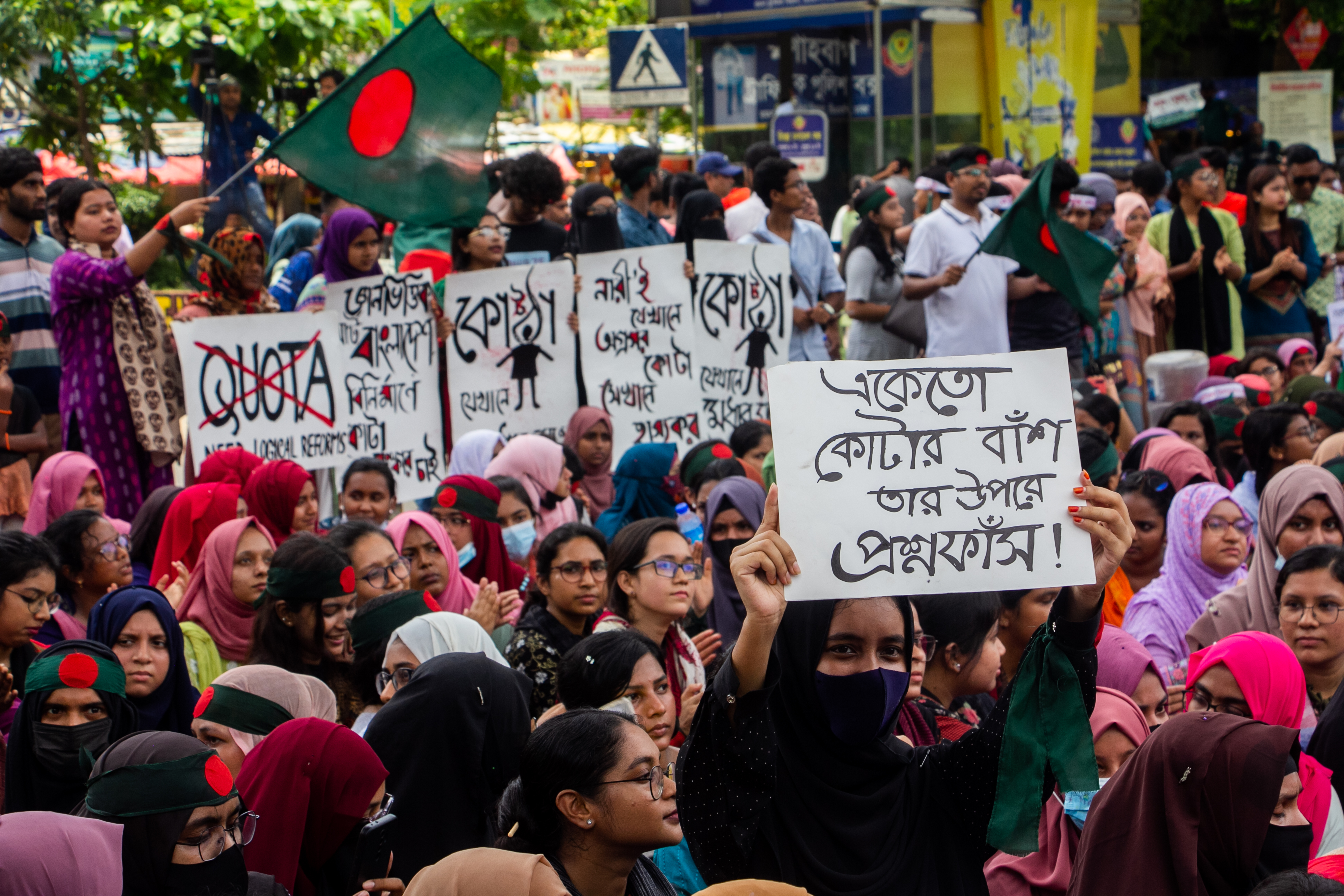
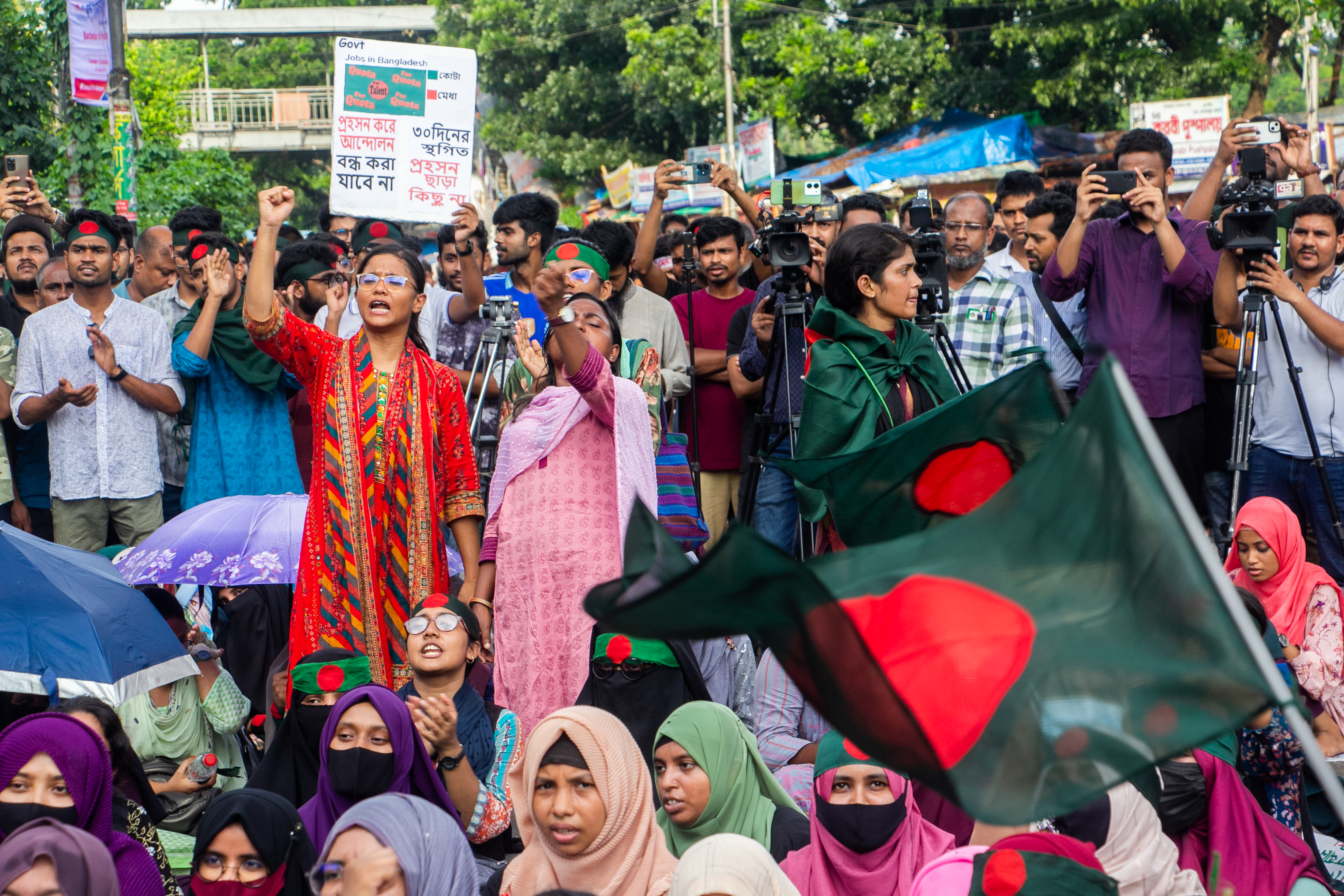
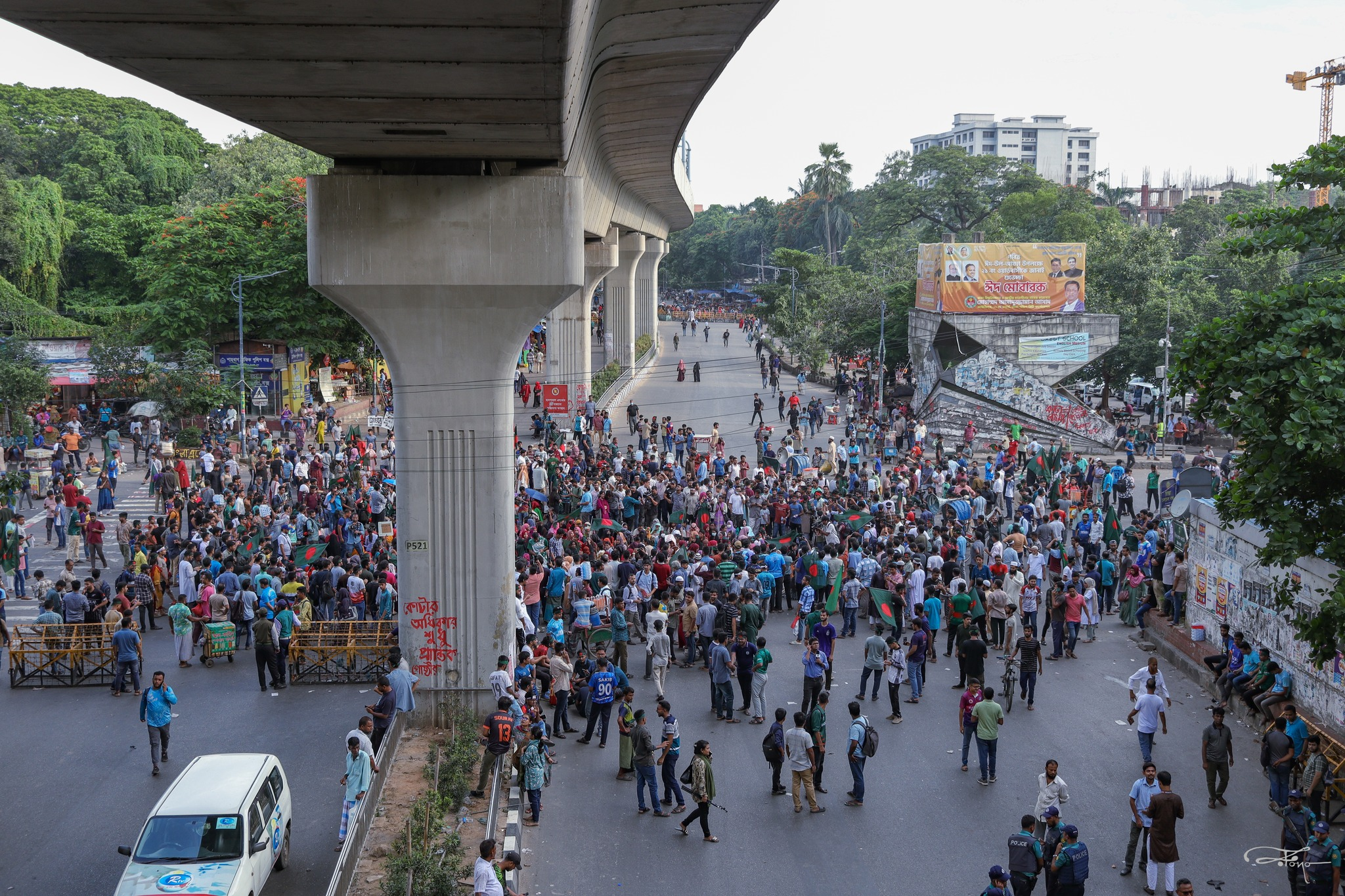
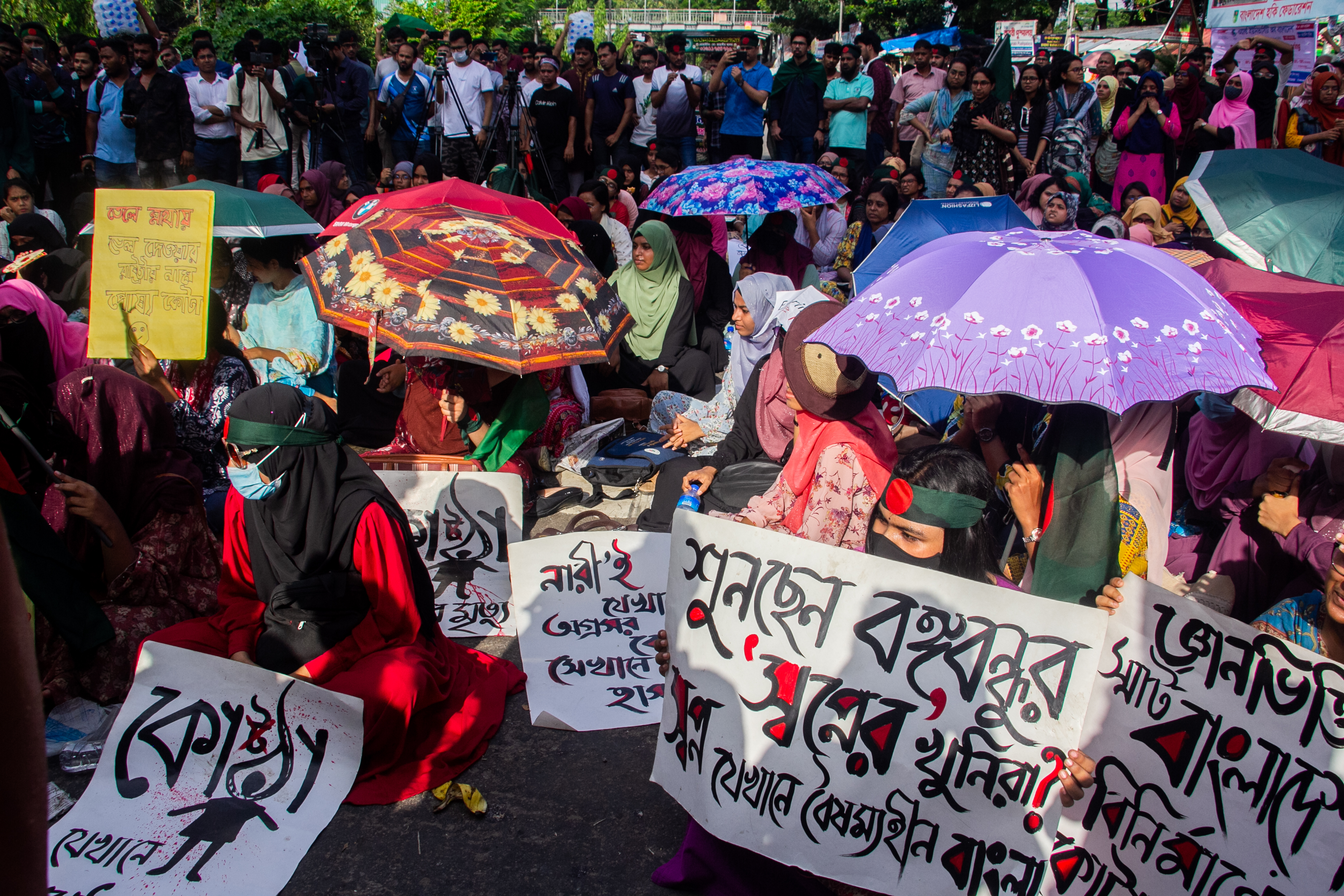